# Walstrostengelgalmug
De walstrostengelgalmug (Geocrypta galii) is een muggensoort uit de familie van de galmuggen (Cecidomyiidae). De wetenschappelijke naam van de soort is voor het eerst geldig gepubliceerd in 1850 door Loew.

## Waardplanten
Het komt voor op:
- Galium album
- Galium anisophyllon
- Galium aparine (Kleefkruid)
- Galium aristatum
- Galium boreale (Noords walstro)
- Galium broterianum
- Galium debile
- Galium divaricatum
- Galium intermedium
- Galium kitabelianum
- Galium lucidum & subsp. cinereum + fruticescens
- Galium megalospermum
- Galium mollugo (Glad walstro)
- Galium obliquum
- Galium palustre (Moeraswalstro)
- Galium pumilum (Kalkwalstro)
- Galium saxatile (Liggend walstro)
- Galium sylvaticum (Boswalstro)
- Galium uliginosum (Ruw walstro)
- Galium verrucosum
- Galium verum (Geel walstro)